# Velšská fotbalová reprezentace
Velšská fotbalová reprezentace reprezentuje Wales na mezinárodních fotbalových akcích, jako je mistrovství světa, nebo Evropy. Své domácí zápasy většinou hraje na Millennium Stadium v Cardiffu.
10. října 2015 poprvé v historii postoupila na Mistrovství Evropy.
5. června 2022 po 64 letech postoupila na Mistrovství světa.

## Mistrovství světa
Seznam zápasů velšské fotbalové reprezentace na MS
| Rok    | Účast                                           | Soupisky |
| ------ | ----------------------------------------------- | -------- |
| 1930   | Ne                                              | –        |
| 1934   | Ne                                              | –        |
| 1938   | Ne                                              | –        |
| 1950   | Nepostoupili z kvalifikace                      | –        |
| 1954   | Nepostoupili z kvalifikace                      | –        |
| 1958   | Čtvrtfinále                                     | Soupiska |
| 1962   | Nepostoupili z kvalifikace                      | –        |
| 1966   | Nepostoupili z kvalifikace                      | –        |
| 1970   | Nepostoupili z kvalifikace                      | –        |
| 1974   | Nepostoupili z kvalifikace                      | –        |
| 1978   | Nepostoupili z kvalifikace                      | –        |
| 1982   | Nepostoupili z kvalifikace                      | –        |
| 1986   | Nepostoupili z kvalifikace                      | –        |
| 1990   | Nepostoupili z kvalifikace                      | –        |
| 1994   | Nepostoupili z kvalifikace                      | –        |
| 1998   | Nepostoupili z kvalifikace                      | –        |
| 2002   | Nepostoupili z kvalifikace                      | –        |
| 2006   | Nepostoupili z kvalifikace                      | –        |
| 2010   | Nepostoupili z kvalifikace                      | –        |
| 2014   | Nepostoupili z kvalifikace                      | –        |
| 2018   | Nepostoupili z kvalifikace                      | –        |
| 2022   | nepostoupili ze skupiny                         | Soupiska |
| Celkem | účast – 2× zlato – 0×, stříbro – 0×, bronz – 0× |          |

## Mistrovství Evropy
Seznam zápasů velšské fotbalové reprezentace na Mistrovství Evropy
| Rok     | Účast                                           | Soupisky |
| ------- | ----------------------------------------------- | -------- |
| 1960    | Nepostoupili z kvalifikace                      | –        |
| 1964    | Nepostoupili z kvalifikace                      | –        |
| 1968    | Nepostoupili z kvalifikace                      | –        |
| 1972    | Nepostoupili z kvalifikace                      | –        |
| 1976    | Čtvrtfinále (kvalifikace)                       | –        |
| 1980    | Nepostoupili z kvalifikace                      | –        |
| 1984    | Nepostoupili z kvalifikace                      | –        |
| 1988    | Nepostoupili z kvalifikace                      | –        |
| 1992    | Nepostoupili z kvalifikace                      | –        |
| 1996    | Nepostoupili z kvalifikace                      | –        |
| 2000    | Nepostoupili z kvalifikace                      | –        |
| 2004    | Nepostoupili z kvalifikace                      | –        |
| 2008    | Nepostoupili z kvalifikace                      | –        |
| 2012    | Nepostoupili z kvalifikace                      | –        |
| 2016    | Bronzová medaile                                | Soupiska |
| ME 2020 | Vyřazení v osmifinále Dánskem                   | Soupiska |
| 2024    | Nepostoupili z kvalifikace                      | –        |
| Celkem  | účast – 2× zlato – 0×, stříbro – 0×, bronz – 1× |          |

## Slavní reprezentanti
- Ian Rush
- Mark Hughes
- John Toshack
- Neville Southall
- Ryan Giggs
- Craig Bellamy
- Gareth Bale
- Aaron Ramsey